# Casemanagement (psychiatrie)
Casemanagement is een vorm van hulpverlening, die onder meer wordt toegepast in de geestelijke gezondheidszorg. Patiënten worden zodanig begeleid dat zij in staat zijn zo veel mogelijk in de maatschappij mee te draaien. 
Kenmerkend voor casemanagement is dat een hulpverlener aan een patiënt wordt gekoppeld om op alle levensterreinen zorg te bieden of deze zorg voor hem of haar te regelen. De vraag van de patiënt en niet het toevallig beschikbare aanbod bepaalt welke hulp wordt ingezet. Daarbij ligt het accent meer op begeleiding dan op behandeling. Casemanagement in de psychiatrie is een uitvloeisel van de rehabilitatiegedachte en is vooral bedoeld om de zelfredzaamheid van patiënten met blijvende beperkingen te bevorderen en te ondersteunen.
De casemanagementmethodiek kent inmiddels vele vormen, die verschillen in intensiteit en aanpak.